# Rawabi
Rawabi (àrab: روابي, Rawābī, literalment ‘Pujols’) és la primera ciutat planificada palestina, situada a Cisjordània i prop de Ramallah. S'ha elaborat un pla mestre per a la ciutat, que comptarà amb 10.000 habitatges distribuïts en sis barris, amb l'objectiu d'albergar una població de 40.000 habitants.